# Miran Shah
Miran Shah o Mirza Miran Shah Beg  (1366 - 16 de abril de 1408) (en persa: میران شاہ‎, en azerí: Miranşah) fue un príncipe timúrida, hijo de Tamerlán y de su concubina Mengliçek.. Se casó con dos princesas gengiskánidas y recibió el título de güregen (yerno real)
En 1380 fue nombrado gobernador del Jorasán, donde compartió el poder con diversos generales de Tamerlán. En 1382 se casó con Janzada, viuda de su hermano Jahangir ibn Timur, con la que tuvo a Jalil Sultan y a Bikisi Sultan (o Bigisi Sultan), que fue la nieta preferida de Tamerlán (ambos fueron criados en la corte de su abuelo). 
Recibió el gobierno de Kandahar en 1383, y el mismo año sofocó la revuelta de la dinastía Kart contra los timúridas. En 1384/1385 acompañó a su padre a Persia occidental. En 1386 derrotó a un ejército de la Horda de Oro que se dirigía a Persia e hizo muchos prisioneros a los que Tamerlán perdonaría con condiciones leves. En 1388/1389 acompañó de nuevo a su padre a Jorasmia y en 1390/1391 a la estepa kipchak. En 1392/1396 participó en la campaña de cinco años en Persia occidental. Durante todo ese tiempo volvió ocasionalmente al Jorasán donde reprimió alguna revuelta local. 
En 1393 obtuvo el gobierno de Azerbaiyán y de Persia occidental, pero no inmediatamente; en 1394 ejecutó al líder de los Hurufiyya, Fadl Allah Astarabadi; los hurufiyya consideraban al príncipe como el anticristo, y le llamaban Maran Shah (rey de las Serpientes); en 1395/1396 realizó una nueva campaña con su padre en la estepa kipchak. En 1396 Miran Shah invitó a todos los príncipes kártidas aún vivos y los asesinó. Ese mismo año fue nombrado gobernador del Taji-i-Hulagu, que incluía Azerbaiyán, con las ciudades de Soltaniyeh —antigua capital del ilkanato— y Tabriz. Según Minorski, Muhammad Sultan había sido nombrado gobernador de Fars y en 1396 vio ampliada su jurisdicción a Juzistán y Luristán pero como se sabe que el gobierno de Fars se había concedido a Pir Muhammad ibn Umar Shayj en 1394 y que este lo ejerció, en su primer período de mandato, hasta 1401, cabría pensar que se trata de una confusión entre Muhammad Sultan (Muhammad Sultan ibn Jahangir) y Pir Muhammad Sultan (Pir Muhammad ibn Umar Shaykh). 
En verano de 1398 salió de Tabriz para someter a los yalayeríes de Bagdad pero hubo de renunciar a la expedición puesto que Tamerlán había escuchado rumores de que Miran Shah lo quería sustituir. Anteriormente ya habían surgido algunas disputas entre padre e hijo por cuestiones de gobierno e impuestos, y su padre le había criticado por no lograr arrebatar a los yalayaríes la fortaleza de Alindjak.
En 1399 Miran Shah y su esposa Janzada se enemistaron al ser acusada ella de actos inmorales. La princesa acudió a Tamerlán y le presentó una serie de quejas sobre la moralidad de su marido, al que denunció además por no cumplir sus deberes de gobernante y por no obedecer las órdenes paternas, dedicándose únicamente a los placeres personales. Tamerlán realizó una investigación (a finales de año): envió a su sobrino Sulaymán Shah para amonestar a Miran Shah, que regresó con Sulaymán, perdiendo el gobierno de Azerbaiyán. Miran Shah permaneció en la corte de su padre durante cuatro años y sus amigos y consejeros fueron ejecutados. Desde entonces, marido y mujer vivieron separados en la corte de Tamerlán. Miran Shah pudo ir en 1403 a la corte de su hijo, Abu Bakr ibn Miran Shah, pero no pudo salir de Bagdad hasta que su padre le autorizó a hacerlo en la primavera de 1404. 
A causa de un accidente padeció problemas de coordinación mental y no pudo optar a suceder a Tamerlán cuando éste murió el 18 de febrero de 1405.
Su hijo Abu Bakr ibn Miran Shah se enfrentó a su hermano (nominalmente su superior) Muhammad Umar Mirza y finalmente Abu Bakr se impuso y entró en la capital, Tabriz, ese mismo año. Umar recuperó más tarde la ciudad pero sus soldados cometieron actos contra la población, que se sublevó, y llamó a Abu Bakr, que la recuperó. Los dos hermanos dieron apoyo a un hijo de Miran Shah, Jalil Sultán, en la sucesión e incluso partieron a Transoxiana en su apoyo, pero efímeramente. En 1406, ausente Abu Bakr, el líder turcomano rebelde Bistam Dzhagir entró en la ciudad, pero hubo de retirarse ante la aproximación de las tropas de Shayj Ibrahim de Shirvan que entregaría la ciudad al emir Ahmad Yalayr (de la familia yalayerí). Ese mismo año, Tabriz sufrió una epidemia de peste, lo que salvó la ciudad de ser atacada por Abu Bakr. El 4 de octubre Abu Bakr fue derrotado por el líder turcomano de los Kara Koyunlu, Qara Yusuf. Durante la huida de los timúridas, las tropas victoriosas entraron en Tabriz y la saquearon. Qara Yusuf ocupó la ciudad de Soltaniyeh —la antigua capital de los gobernantes del Iljanato—y trasladó la población a Tabriz, Ardabil y Maragheh. El contraataque de Abu Bakr, respaldado por Bistam Dzhagir, fue derrotado en la batalla de Sardarud o Sardrud, a unos 8 km al sur de Tabriz, el 16 de abril de 1408, en la que murió el propio Miran Shah, que fue enterrado en el cementerio Surjab de Tabriz.
Uno de sus hijos, Sidi Ahmad ibn Miranshah (casado con Rukayya Sultan bint Kara Uthman Ak Koyunlu), fundó en Azerbaiyán el clan Miranshahi que va a ser influyente entre los Ak Koyunlu, los turcomanos de la Oveja Blanca. La dinastía de Miran Shah obtuvo el poder en Transoxiana a través de su nieto Abu Said ben Muhammad ben Miranshah ben Timur; y a su vez un nieto de este, Babur, fundó el Imperio mogol.